# Witold Łokuciewski

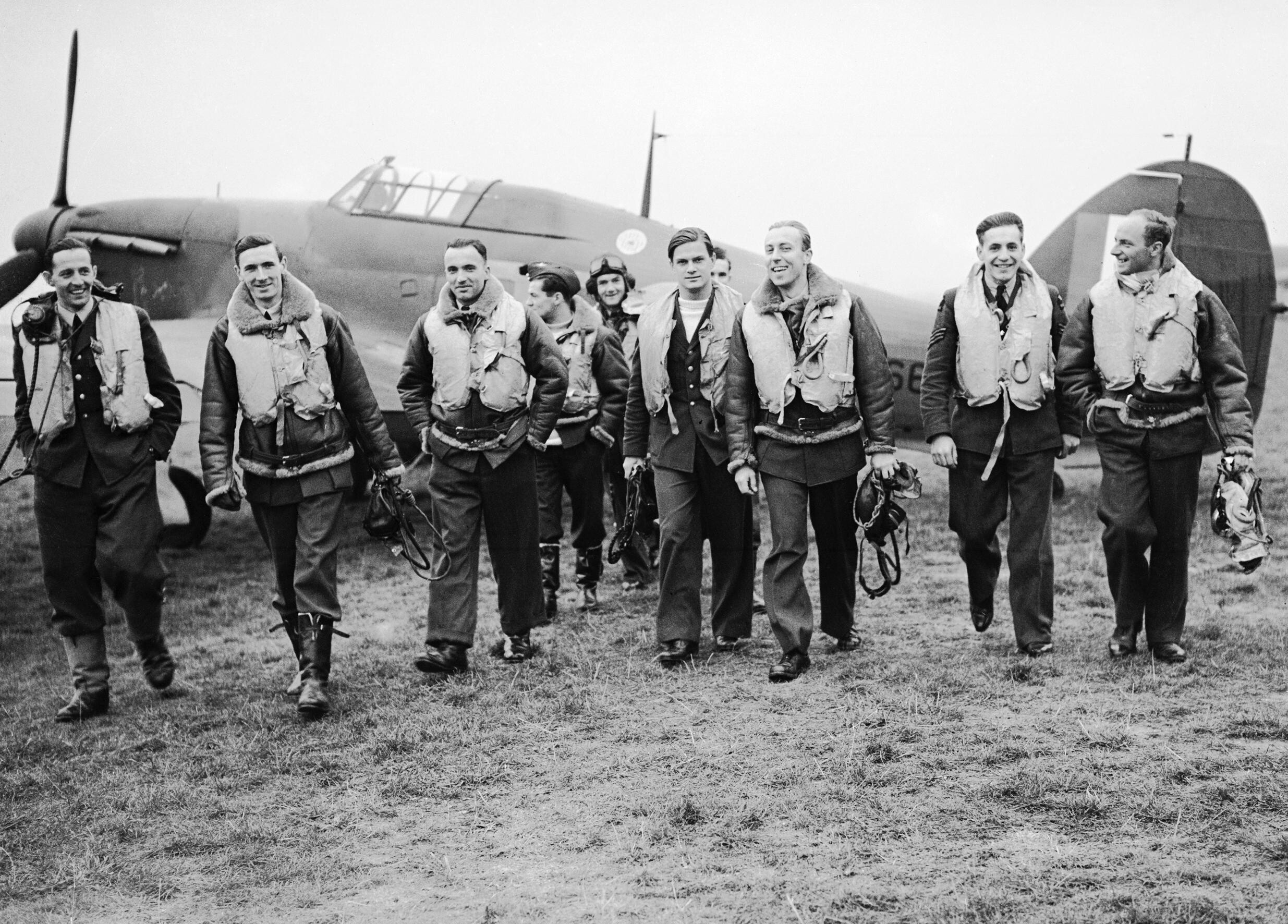
Piloci dywizjonu 303. Witold Łokuciewski czwarty z prawej

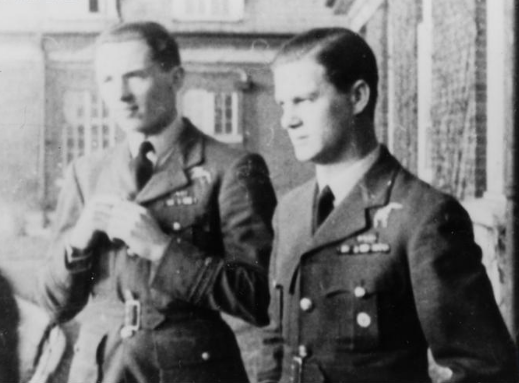
Kpt. Jan Kazimierz Daszewski i kpt. Witold Łokuciewski przed kasynem w Northolt

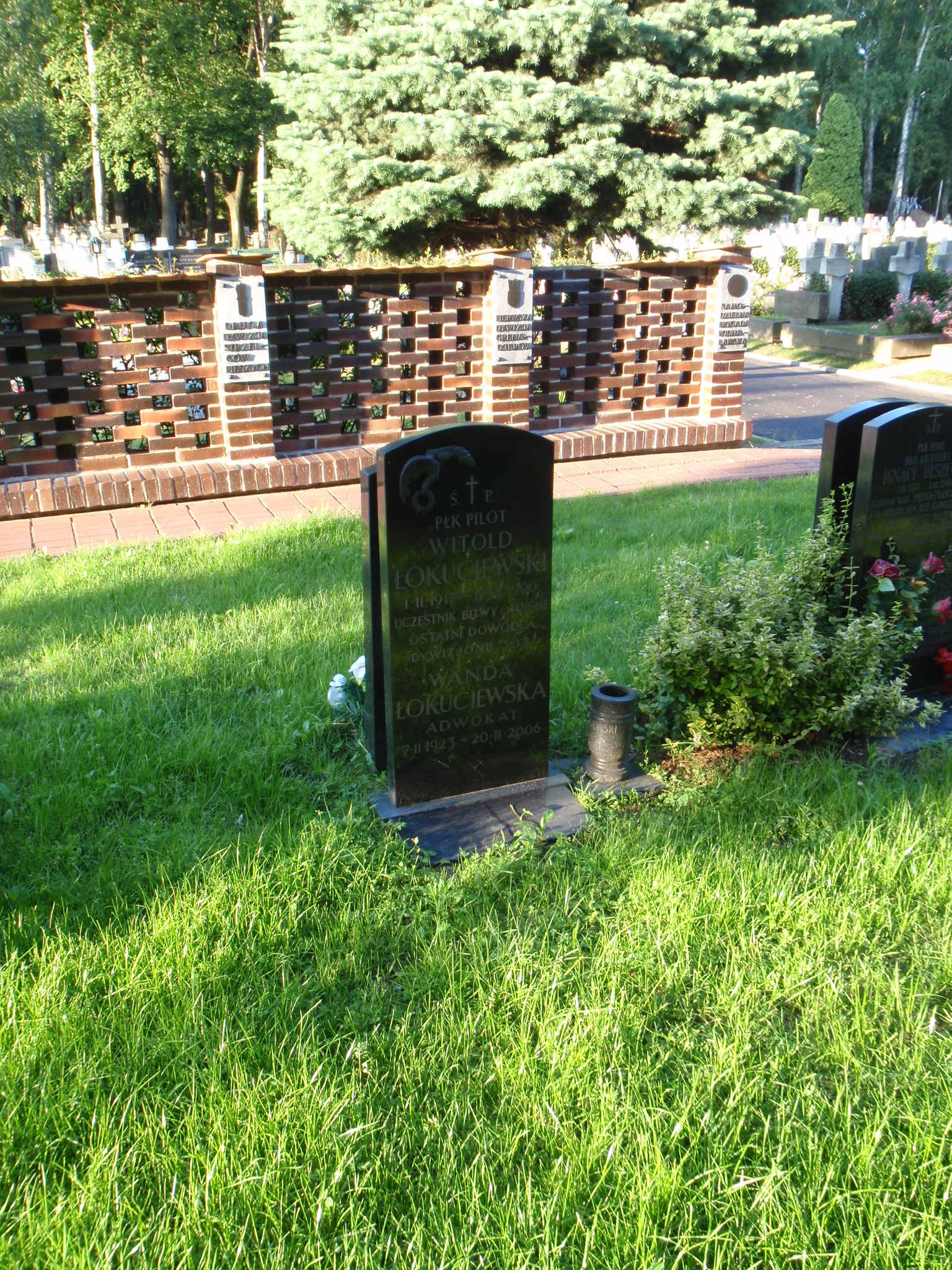
Grób Witolda Łokuciewskiego na Powązkach Wojskowych w Warszawie

Witold Łokuciewski, ps. Tolo (ur. 20 stycznia?/2 lutego 1917 w Nowoczerkasku, zm. 17 kwietnia 1990 w Warszawie) – pułkownik pilot Wojska Polskiego, major (ang. Squadron Leader) Królewskich Sił Powietrznych, as myśliwski II wojny światowej. Kawaler Krzyża Srebrnego Orderu Wojennego Virtuti Militari.

## Służba w Wojsku Polskim
Syn nauczyciela i Marszałka Sejmu Litwy Środkowej Antoniego Łokuciewskiego oraz Beniaminy z Pobiedzińskich. Jego rodzina przeniosła się do Wilna w 1918 roku. Po ukończeniu liceum im. Jana Śniadeckiego w Oszmianie i zdanej maturze w 1935 rozpoczął służbę wojskową w Szkole Podchorążych Lotnictwa w Dęblinie. Szkołę ukończył w 1938 (XI promocja, 89 lokata) i został przydzielony do 112 eskadry myśliwskiej 1 pułku lotniczego w Warszawie. W ramach tej jednostki uczestniczył w obronie Warszawy w 1939 na samolotach P.11. 6 września 1939 roku zgłosił prawdopodobne zniszczenie ½ Ju 87. 18 września po agresji ZSRR na Polskę wraz z całą eskadrą ewakuował się do Rumunii. Przez Jugosławię i Włochy przedostał się do Francji.
W czasie kampanii francuskiej od 17 maja 1940 walczył we Francji (II Klucz Kominowy „Op”) na samolotach MS 406. 10 czerwca 1940 roku w walce powietrznej w okolicy Ramorantin zestrzelił He 111. Za udział w kampanii francuskiej został, na wniosek płk Oliviana dowódcy bazy w Ramorantin, odznaczony Croix de Guerre. Po radiowym apelu premiera Francji marszałka Philippa Pétaina o zawieszenie broni 18 czerwca klucz zakończył loty i 21 czerwca został ewakuowany do Wielkiej Brytanii (otrzymał numer służbowy P-1492). Od 2 sierpnia 1940 był pilotem w dywizjonie 303. 7 września uzyskał pierwsze zestrzelenie nad Wyspami Brytyjskimi. 15 września został ranny podczas lotu bojowego ale wkrótce powrócił do służby. Za zasługi został 18 września odznaczony przez Naczelnego Wodza gen. Władysława Sikorskiego Krzyżem Srebrnym Virtuti Militari. 14 lipca 1941 roku, jako wyróżniający się pilot, został udekorowany przez dowódcę 11 Grupy Myśliwskiej a/v/m Trafforda Leigh-Mallorego, brytyjskim odznaczeniem Distinguished Flying Cross (DFC). 20 listopada 1941 został dowódcą eskadry „A” w dywizjonie.
13 marca 1942 jego Spitfire RF-B został uszkodzony nad okupowaną Francją i po awaryjnym lądowaniu Łokuciewski dostał się do niewoli niemieckiej. Początkowo był leczony w szpitalu w Saint-Omer a potem w lazarecie w obozie Dulag Luft. Został osadzony przez Niemców w Stalag Luft III w Żaganiu. 15 sierpnia 1943 uczestniczył w ucieczce 26 więźniów z obozu. Po kilku dniach został złapany przez Niemców w Legnicy. Uczestniczył w przygotowaniach do słynnej Wielkiej Ucieczki.
Pod koniec wojny w maju 1945 został oswobodzony i powrócił do Anglii. 29 listopada 1945 ponownie został przydzielony do dywizjonu 303. 1 lutego 1946 został dowódcą dywizjonu 303 i pełnił tę funkcję aż do jego rozwiązania 9 grudnia 1946.
Do Polski powrócił w 1947 i przez rok pracował jako instruktor w Aeroklubie Lubelskim w Świdniku. Po zwolnieniu z powodów politycznych z lotnictwa znalazł zatrudnienie w kancelarii adwokackiej, później był zastępcą kierownika Spółdzielni Pracy „Wapno-Beton” w Lublinie. Dopiero w listopadzie 1956, na fali odwilży politycznej, został przyjęty do lotnictwa wojskowego. W latach 1959–1964 był szefem pilotów w Instytucie Technicznym Wojsk Lotniczych. W latach 1969–1971 pełnił funkcję attaché wojskowego w Londynie. W roku 1974 przeszedł na emeryturę. Wieloletni członek Rady Naczelnej ZBoWiD. W 1985 powołany w skład Prezydium Rady Naczelnej ZBoWiD. W latach 1988–1990 członek Rady Ochrony Pamięci Walk i Męczeństwa.
11 listopada 1988 r. wszedł w skład Honorowego Komitetu Obchodów 70 rocznicy Odzyskania Niepodległości przez Polskę, którego przewodnictwo objął I sekretarz KC PZPR gen. armii Wojciech Jaruzelski. W 1989 kandydował w wyborach do Sejmu. 5 października 1989 roku minister obrony narodowej gen. Florian Siwicki wyróżnił go wpisem do „Honorowej Księgi Czynów Żołnierskich”.
Żonaty z Wandą z domu Szablicką (1923-2006). Został pochowany na Cmentarzu Wojskowym na Powązkach w Warszawie (kwatera C30-X-17).
Wizerunek pilota został umieszczony na samolocie myśliwskim MiG-29 nr 83 z 23 Bazy Lotnictwa Taktycznego.

## Zestrzelenia
Witold Łokuciewski został sklasyfikowany na liście Bajana, na 20. pozycji. Zostało mu zaliczonych 8 pewnych zestrzeleń oraz 3 ½ prawdopodobnych:
zestrzelenia pewne
- He 111 – 10 czerwca 1940 (pilotował MS-406)
- Do 215 – 7 września 1940 (pilotował Hurricane Mk I, RF-U nr P3975)
- Bf 109 – 11 września 1940 (pilotował Hurricane I, RF-O nr L2099)
- Do 215 – 11 września 1940 (pilotował Hurricane I, RF-O nr L2099)
- Bf 109 – 15 września 1940 (pilotował Hurricane I, RF-Z nr P2903)
- Bf 109 – 20 kwietnia 1941 (pilotował Spitfire Mk IIA, RF-T nr P7546)
- Bf 109 – 18 czerwca 1941 (pilotował Spitfire Mk IIA, RF-T nr P7546)
- Bf 109 – 22 czerwca 1941 (pilotował Spitfire Mk IIB, RF-S nr P8333)

zestrzelenia prawdopodobne
- ½ Ju 87 – 6 września 1939 (ciężko uszkodzony, pilotował P 11c)
- Do 215 – 7 września 1940 (pilotował Hurricane I, RF-U nr P3975)
- Bf 109 – 22 czerwca 1941 (pilotował Spitfire IIB, RF-S nr P8333)
- Bf 109 – 11 lipca 1941 (pilotował Spitfire IIB, RF-S nr P8333)

## Ordery i odznaczenia
- Odznaka za Rany i Kontuzje z dwiema gwiazdkami
- Krzyż Srebrny Orderu Wojennego Virtuti Militari (23 grudnia 1940)
- Krzyż Komandorski Orderu Odrodzenia Polski
- Krzyż Oficerski Orderu Odrodzenia Polski
- Krzyż Walecznych – dwukrotnie (1 lutego 1941, 10 września 1941)[22]
- Medal Lotniczy
- Polowa Odznaka Pilota
- Krzyż Czynu Bojowego Polskich Sił Zbrojnych na Zachodzie (1989)[23]
- Medal „Za udział w wojnie obronnej 1939” (1981)[24]
- Distinguished Flying Cross – Wielka Brytania (16 września 1941)
- 1939-1945 Star z klamrą Battle of Britain – Wielka Brytania
- Air Crew Europe Star z klamrą Atlantic – Wielka Brytania
- Defence Medal – Wielka Brytania
- War Medal 1939-1945 – Wielka Brytania
- Odznaka Pilota RAF
- Croix de Guerre 1939-1945 – Francja
- Medal jubileuszowy „Czterdziestolecia zwycięstwa w Wielkiej Wojnie Ojczyźnianej 1941–1945” – ZSRR (1985)[25]

## Upamiętnienie
- Tablica pamiątkowa na budynku II LO im. hetm. J. Zamoyskiego w Lublinie[26]. Liceum mieści się obecnie w kamienicy, w której w latach 1947–1957 pilot mieszkał z rodziną.
- W 2007 roku powstała książka ze wspomnieniami o Tolu („Tolo muszkieter z Dywizjonu 303 Wspomnienia o Witoldzie Łokuciewskim”) autorstwa Bożeny Gostkowskiej (siostrzenica).